# Épée bâtarde
 (mars 2008).
Si vous disposez d'ouvrages ou d'articles de référence ou si vous connaissez des sites web de qualité traitant du thème abordé ici, merci de compléter l'article en donnant les références utiles à sa vérifiabilité et en les liant à la section « Notes et références ».

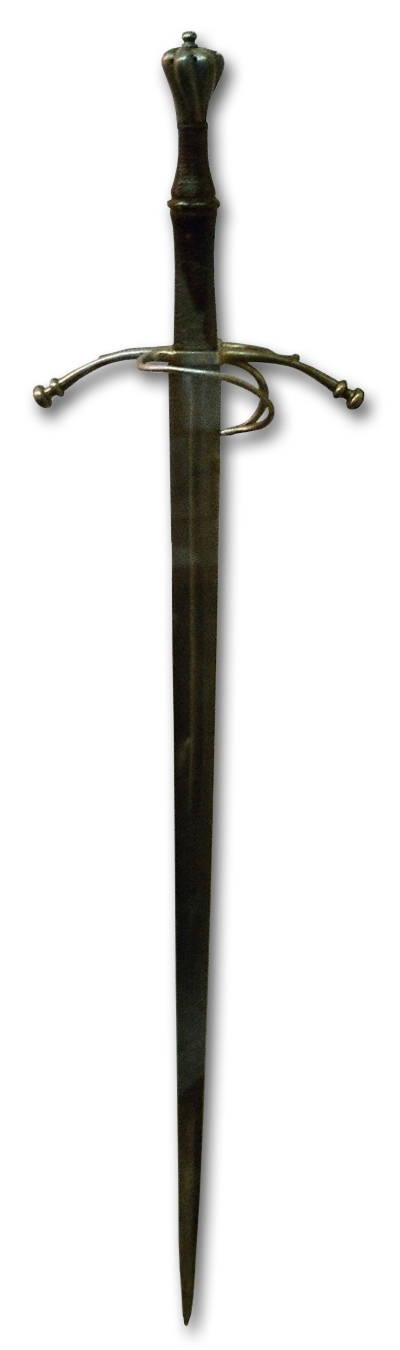
Épée bâtarde.

L’épée bâtarde est une épée à une main et demie, en usage principalement entre 1350 et 1550. Dérivée des épées longues (longswords), elle finit par remplacer totalement celles-ci, et le terme devient quasi-synonyme (non sourcée). En plus de la longueur de la fusée, il est possible d'effectuer une distinction sur la forme de la garde, qui est droite sur les épées plus anciennes, et plus typiquement de forme rhomboïde sur l'épée bâtarde. 
Dans le Dictionnaire historique de l'ancien françois ou glossaire volume 6 de Sainte-Palaye.

L' "espée bastarde" ou "espée de passot" est définie page 51 comme "celle qui n'avoit point de nom certain c'est-à-dire qui n'était ni françoise, ni espagnole, ni proprement lansquenette"
Ce même dictionnaire cite plus loin que l'espée bastarde un livre d'époque où il est dit "deux espée bastarde pouvans servir à a une main et à deux" La Colomb. Tb. d'honn. t.2 page 461)"
Étant défini parmi 3 types d'épées en 3éme position après l'épée à une main et a l'épée à deux mains cela montre qu'elle est moins répandue, moins définie et citée que celles-ci.
La suite est une version antérieure de la page wikipédia non sourcée :
Chez les anglais la "bastard sword" peut être désignée comme un sous-type de "longsword", ce dernier terme désignant plus largement les épées du Moyen Âge dont la nomenclature peut inclure l'épée bâtarde ou l'épée à deux mains de la Renaissance (zweihänder ou espadon) . 
L’évolution des armures voit apparaître l’armure de plates de métal qui remplace la cotte d'écailles ou la cotte de mailles et oblige le combattant à rechercher un outil capable de pénétrer entre les éléments qui sont devenus résistants aux coups de taille. Pour cette raison, à partir du XIIIe siècle, des épées dont la lame s'affine en largeur et s’effile de plus en plus à la pointe sont conçues. 
L’introduction du gantelet de plates de métal impose aussi d’allonger la poignée qui était jusque-là adaptée aux dimensions d’une main recouverte d’un gant de mailles ou de cuir. La poignée atteint ainsi la longueur d’une main et demie.
La nécessité d’équilibrer la longueur de la lame entraîne également des modifications du pommeau. Au XIIIe siècle, apparaît un pommeau ayant la forme d’un disque plat assez large. En allongeant l’extrémité de la poignée, le pommeau devient un manche permettant la saisie. Au XIVe siècle, il acquiert une forme triangulaire plus étroite qui, au siècle suivant, prend la forme d’une poire, d’abord à pans, puis arrondie. Cette nouvelle poignée répond à l’adaptation de l’épée aux besoins de l’infanterie, principalement pour les archers. Mais, au cours du XVe siècle, elle se généralise à tous les combattants.
La seconde main se positionne sur le bout de la poignée et le pommeau, mais l'arme peut également être utilisée à une main selon les coups, ou en combinaison avec un bocle, un petit bouclier tenu au poing. Cette évolution accompagne l'abandon progressif du bouclier (écu, puis targe) avec l'amélioration de l'armure, en particulier la plate, qui protège suffisamment le combattant pour lui permettre d'user d'armes à deux mains. De plus, la recherche d'armes plus longues, plus adaptées à l'estoc, et capables de coups à deux mains est motivée pour contrecarrer cette armure. L'escrime se modifie également, et l'épée est davantage utilisée pour parer les coups de l'adversaire, alors que cet usage semble généralement réservé au bouclier dans les périodes précédentes. Néanmoins, les maîtres d'escrime médiévaux semblent privilégier l'évitement et l'évasion des coups davantage que parer comme dans l'escrime contemporaine. La pointe sert pour l'estoc, qui prend de plus en plus d'importance jusqu'à l'évolution de l'épée en rapière. La coupe des coups de taille est réalisée avec le « faible », une zone de la lame légèrement en retrait de la pointe qui s'étend sur le tiers avant ou la moitié de la lame. L'épée bâtarde peut être utilisée pour parer avec le « fort », la partie inférieure de la lame, ce qui conduit plus tard à l'absence de lame ou une section plus épaisse sur cette partie sur certaines épées qui lui succèdent. 
Une autre explication possible est qu'en tenant l’épée aussi avec la main gauche, le combattant ne peut plus porter l’écu où est peint son blason, et le chevalier abandonne ainsi ses couleurs ; c’est pourquoi, dans toute l’Europe, on nomme cette arme, avec dédain, la "bâtarde".[réf. nécessaire]